# Leichtathletik-Länderkampf der Frauen 1980 Polen – BR Deutschland / BR Deutschland – Ungarn
| 9./10. Leichtathletik-Länderkampf mit bundesdeutscher Beteiligung 1980       | 9./10. Leichtathletik-Länderkampf mit bundesdeutscher Beteiligung 1980 |
| ---------------------------------------------------------------------------- | ---------------------------------------------------------------------- |
|                                                                              |                                                                        |
| Ländervergleich der Frauen: Polen – BR Deutschland / BR Deutschland – Ungarn |                                                                        |
| Austragungsort                                                               | Warschau                                                               |
| Wettbewerbe                                                                  | 13                                                                     |
| Datum                                                                        | 9./10. Juni                                                            |
| 1. POL 2. FRG                                                                | 78 Punkte 55 Punkte                                                    |
| 1. FRG 2. HUN                                                                | 76 Punkte 57 Punkte                                                    |
| Chronik                                                                      |                                                                        |
| ← POL-FRG (M)                                                                | ITA-FRG Nachwuchs (M) →                                                |

Die Vergleiche neun und zehn des Länderkampfjahres 1980 wurden als zweite Veranstaltung des Jahres ausgetragen, in denen drei Nationen antraten, die nicht gemeinsam wie in einem Dreiländerkampf, sondern getrennt in Länderkämpfen mit je zwei Nationen gewertet wurden. Am 9./10. Juni traten die bundesdeutschen Leichtathletinnen dabei wie ihre männlichen Kollegen in Warschau gegen Polen an. Außerdem kam in diesem Aufeinandertreffen Ungarn als zweites Gegnerteam hinzu.
Zwölf Mal war die Bundesrepublik zuvor auf Polen getroffen. Acht Mal hatten die bundesdeutschen Leichtathletinnen gesiegt, vier Mal die Polinnen, die letzte Begegnung hatte die Bundesrepublik für sich entschieden und auch 1979, als in einem Vierländerkampf Großbritannien und die Schweiz zusätzliche Teilnehmer waren, hatte das bundesdeutsche Team vorne gelegen.
Ungarn war erst zum dritten Mal Gegner eines bundesdeutsche Frauenteams. Die ersten beiden Vergleiche 1966 und 1967 waren an die Bundesrepublik Deutschland gegangen.

## Modus
Auf dem Programm standen die bei Frauenländerkämpfen üblichen dreizehn Disziplinen, die den olympischen Frauenwettbewerbskatalog komplett abdeckten. Am Start waren zwei Teilnehmerinnen je Land und Wettbewerb. Die Wertung erfolgte nach dem Standardsystem.

## Ergebnis
Die beiden Länderkämpfe brachten dem bundesdeutschen Team ganz unterschiedliche Ausgänge. In den Einzelläufen lagen die Polinnen mit fünf Siegen gegenüber einem Erfolg der Bundesrepublik klar vorn. Gegen Ungarn entschieden die bundesdeutschen Athletinnen drei Rennen für sich, die Ungarinnen zwei und es gab ein Unentschieden. Die Staffelrennen endeten in beiden Länderkämpfen verteilt mit je einem Sieg für die Mannschaften. Im Bereich Sprung teilten sich Polen und die Bundesrepublik die beiden Disziplinerfolge, gegen Ungarn gewannen die bundesdeutschen Vertreterinnen beide Sprungwettbewerbe. In der Kategorie Wurf/Stoß verbuchten die bundesdeutschen Frauen zwei Siege gegen die polnischen Sportlerinnen, die auf einen Disziplingewinn kamen. Ungarn gelangen in diesem Bereich zwei Erfolge. Demgegenüber stand ein Sieg der Bundesrepublik.
Im Vergleich mit Polen musste Deutschland sich mit 55 zu 78 Punkten deutlich geschlagen geben.
Gegen Ungarn gab es dagegen mit 76 zu 57 Punkten den nun dritten Erfolg der Bundesrepublik Deutschland.

## Legende
Kurze Übersicht zur Bedeutung der Symbolik – so üblicherweise auch in sonstigen Veröffentlichungen verwendet:
| DNF | nicht im Ziel (did not finish) |
| NMH | keine Höhe (No Mark)           |

## Einzelresultate

### 100 m
| Platz | Athletin        | Land | Zeit (s) | Länderkampfwertung | Länderkampfwertung |
| ----- | --------------- | ---- | -------- | ------------------ | ------------------ |
| 1     | Irena Szewińska | POL  | 11,70    | 1. POL 2. FRG      | 7 P 4 P            |
| 2     | Ulrike Sommer   | FRG  | 11,77    | 1. POL 2. FRG      | 7 P 4 P            |
| 3     | Zofia Bielczyk  | POL  | 11,79    | 1. POL 2. FRG      | 7 P 4 P            |
| 4     | Monika Hirsch   | FRG  | 11,82    | 1. FRG 2. HUN      | 8 P 3 P            |
| 5     | Piroska Hrács   | HUN  | 11,96    | 1. FRG 2. HUN      | 8 P 3 P            |
| 6     | Erzsébet Juhász | HUN  | 12,18    | 1. FRG 2. HUN      | 8 P 3 P            |

Datum: 10. Juni

### 200 m
| Platz | Athletin            | Land | Zeit (s) | Länderkampfwertung | Länderkampfwertung |
| ----- | ------------------- | ---- | -------- | ------------------ | ------------------ |
| 1     | Irena Szewińska     | POL  | 23,44    | 1. POL 2. FRG      | 8 P 3 P            |
| 2     | Elzbieta Stachurska | POL  | 23,62    | 1. POL 2. FRG      | 8 P 3 P            |
| 3     | Ulrike Sommer       | FRG  | 23,67    | 1. POL 2. FRG      | 8 P 3 P            |
| 4     | Heidi-Elke Gaugel   | FRG  | 23,97    | 1. FRG 2. HUN      | 8 P 3 P            |
| 5     | Piroska Hrács       | HUN  | 24,09    | 1. FRG 2. HUN      | 8 P 3 P            |
| 6     | Erzsébet Juhász     | HUN  | 24,57    | 1. FRG 2. HUN      | 8 P 3 P            |

Datum: 9. Juni

### 400 m
| Platz | Athletin           | Land | Zeit (s) | Länderkampfwertung | Länderkampfwertung |
| ----- | ------------------ | ---- | -------- | ------------------ | ------------------ |
| 1     | Ilona Pál          | HUN  | 52,23    | 1. POL 2. FRG      | 7 P 3 P            |
| 2     | Małgorzata Dunecka | POL  | 52,34    | 1. POL 2. FRG      | 7 P 3 P            |
| 3     | Gaby Bußmann       | FRG  | 52,61    | 1. POL 2. FRG      | 7 P 3 P            |
| 4     | Irén Orosz         | HUN  | 53,15    | 1. HUN 2. FRG      | 7 P 3 P            |
| 5     | Grażyna Oliszewska | POL  | 53,31    | 1. HUN 2. FRG      | 7 P 3 P            |
| DNF   | Elke Decker        | FRG  |          | 1. HUN 2. FRG      | 7 P 3 P            |

Datum: 9. Juni

### 800 m
| Platz | Athletin         | Land | Zeit (min) | Länderkampfwertung | Länderkampfwertung |
| ----- | ---------------- | ---- | ---------- | ------------------ | ------------------ |
| 1     | Jolanta Januchta | POL  | 1:58,77    | 1. POL 2. FRG      | 8 P 2 P            |
| 2     | Elżbieta Katolik | POL  | 1:59,71    | 1. POL 2. FRG      | 8 P 2 P            |
| 3     | Margrit Klinger  | FRG  | 2:01,68    | 1. POL 2. FRG      | 8 P 2 P            |
| 4     | Eva Waczi        | HUN  | 2:04,58    | 1. FRG 1. HUN      | 5 P                |
| 5     | Magdolna Lázár   | HUN  | 2:06,82    | 1. FRG 1. HUN      | 5 P                |

Datum: 9. Juni
Deutschland stellte nur eine Läuferin.

### 1500 m
| Platz | Athletin            | Land | Zeit (min) | Länderkampfwertung | Länderkampfwertung |
| ----- | ------------------- | ---- | ---------- | ------------------ | ------------------ |
| 1     | Birgit Friedmann    | FRG  | 4:07,07    | 1. FRG 2. POL      | 6 P 5 P            |
| 2     | Anna Bukis          | POL  | 4:07,21    | 1. FRG 2. POL      | 6 P 5 P            |
| 3     | Maria Chwaszczynska | POL  | 4:12,04    | 1. FRG 2. POL      | 6 P 5 P            |
| 4     | Elisabeth Schacht   | FRG  | 4:14,48    | 1. FRG 2. HUN      | 8 P 3 P            |
| 5     | Irén Lipcsei        | HUN  | 4:15,07    | 1. FRG 2. HUN      | 8 P 3 P            |
| 6     | Bernadette Peley    | HUN  | 4:18,35    | 1. FRG 2. HUN      | 8 P 3 P            |

Datum: 10. Juni

### 110 m Hürden
| Platz | Athletin         | Land | Zeit (s) | Länderkampfwertung | Länderkampfwertung |
| ----- | ---------------- | ---- | -------- | ------------------ | ------------------ |
| 1     | Grażyna Rabsztyn | POL  | 12,73    | 1. POL 2. FRG      | 8 P 3 P            |
| 2     | Lucyna Langer    | POL  | 12,84    | 1. POL 2. FRG      | 8 P 3 P            |
| 3     | Xénia Siska      | HUN  | 13,41    | 1. POL 2. FRG      | 8 P 3 P            |
| 4     | Silvia Kempin    | FRG  | 13,47    | 1. HUN 2. FRG      | 6 P 5 P            |
| 5     | Doris Baum       | FRG  | 13,75    | 1. HUN 2. FRG      | 6 P 5 P            |
| 6     | Angela Bartha    | HUN  | 14,15    | 1. HUN 2. FRG      | 6 P 5 P            |

Datum: 9. Juni

### 4 × 100 m Staffel
| Platz | Besetzung | Land                                                          | Zeit (s) | Länderkampfwertung | Länderkampfwertung |
| ----- | --------- | ------------------------------------------------------------- | -------- | ------------------ | ------------------ |
| 1     | FRG       | Elvira Possekel Ulrike Sommer Heidi-Elke Gaugel Monika Hirsch | 43,93    | 1. FRG 2. POL      | 5 P 2 P            |
| 2     | Polen     | Ciesluk Grażyna Rabsztyn Zofia Bielczyk Irena Szewińska       | 44,21    | 1. FRG 2. HUN      | 5 P 2 P            |
| 3     | Ungarn    | Xénia Siska Erzsébet Juhász Piroska Hrács Crosz               | 44,61    | 1. FRG 2. HUN      | 5 P 2 P            |

Datum: 10. Juni

### 4 × 400 m Staffel
| Platz | Besetzung      | Land                                                                    | Zeit (min) | Länderkampfwertung | Länderkampfwertung |
| ----- | -------------- | ----------------------------------------------------------------------- | ---------- | ------------------ | ------------------ |
| 1     | Polen          | Grażyna Oliszewska Elżbieta Katolik Jolanta Januchta Małgorzata Dunecka | 3:29,78    | 1. POL 2. FRG      | 5 P 2 P            |
| 2     | Ungarn         | Irén Orosz Judit Forgács Ibolya Petrika Ilona Pál                       | 3:30,15    | 1. HUN 2. FRG      | 5 P 2 P            |
| 3     | BR Deutschland | Claudia Steger Heidi-Elke Gaugel Heike Schmidt Gaby Bußmann             | 3:30,58    | 1. HUN 2. FRG      | 5 P 2 P            |

Datum: 10. Juni

### Hochsprung
| Platz | Athletin           | Land | Höhe (m) | Länderkampfwertung | Länderkampfwertung |
| ----- | ------------------ | ---- | -------- | ------------------ | ------------------ |
| 1     | Ulrike Meyfarth    | FRG  | 1,94     | 1. FRG 2. FRG      | 6,5 P 5,5 P        |
| 1     | Urszula Kielan     | POL  | 1,94     | 1. FRG 2. FRG      | 6,5 P 5,5 P        |
| 3     | Elżbieta Krawczuk  | POL  | 1,90     | 1. FRG 2. FRG      | 6,5 P 5,5 P        |
| 4     | Brigitte Holzapfel | FRG  | 1,90     | 1. FRG 2. HUN      | 8 P 3 P            |
| 5     | Andrea Mátay       | HUN  | 1,87     | 1. FRG 2. HUN      | 8 P 3 P            |
| 6     | Emese Béla         | HUN  | 1,80     | 1. FRG 2. HUN      | 8 P 3 P            |

Datum: 10. Juni

### Weitsprung
| Platz | Athletin        | Land | Weite (m) | Länderkampfwertung | Länderkampfwertung |
| ----- | --------------- | ---- | --------- | ------------------ | ------------------ |
| 1     | Anna Włodarczyk | POL  | 6,90      | 1. POL 2. FRG      | 6 P 5 P            |
| 2     | Heike Schmidt   | FRG  | 6,78      | 1. POL 2. FRG      | 6 P 5 P            |
| 3     | Anke Weigt      | FRG  | 6,69      | 1. POL 2. FRG      | 6 P 5 P            |
| 4     | Barbara Wojnar  | POL  | 6,57      | 1. FRG 2. HUN      | 8 P 3 P            |
| 5     | Mária Pap       | HUN  | 6,55      | 1. FRG 2. HUN      | 8 P 3 P            |
| 6     | Ziegner         | HUN  | 6,20      | 1. FRG 2. HUN      | 8 P 3 P            |

Datum: 9. Juni

### Kugelstoßen
| Platz | Athletin          | Land | Weite (m) | Länderkampfwertung | Länderkampfwertung |
| ----- | ----------------- | ---- | --------- | ------------------ | ------------------ |
| 1     | Eva Wilms         | FRG  | 19,75     | 1. FRG 2. POL      | 7 P 4 P            |
| 2     | Ludwika Chewińska | POL  | 17,39     | 1. FRG 2. POL      | 7 P 4 P            |
| 3     | Beatrix Philipp   | FRG  | 16,90     | 1. FRG 2. POL      | 7 P 4 P            |
| 4     | Bozena Wojciekian | POL  | 16,64     | 1. FRG 2. HUN      | 8 P 3 P            |
| 5     | Viktória Horváth  | HUN  | 16,32     | 1. FRG 2. HUN      | 8 P 3 P            |
| 6     | Hajnal Herth      | HUN  | 15,98     | 1. FRG 2. HUN      | 8 P 3 P            |

Datum: 9. Juni

### Diskuswurf
| Platz | Athletin         | Land | Weite (m) | Länderkampfwertung | Länderkampfwertung |
| ----- | ---------------- | ---- | --------- | ------------------ | ------------------ |
| 1     | Katalin Csöke    | HUN  | 60,28     | 1. POL 2. FRG      | 7 P 4 P            |
| 2     | Danuta Majewska  | POL  | 59,36     | 1. POL 2. FRG      | 7 P 4 P            |
| 3     | Ingra Manecke    | FRG  | 59,22     | 1. POL 2. FRG      | 7 P 4 P            |
| 4     | Ágnes Herczeg    | HUN  | 58,68     | 1. HUN 2. FRG      | 7 P 4 P            |
| 5     | Danuta Gwardecka | POL  | 57,70     | 1. HUN 2. FRG      | 7 P 4 P            |
| 6     | Eva Wilms        | FRG  | 57,32     | 1. HUN 2. FRG      | 7 P 4 P            |

Datum: 9. Juni

### Speerwurf
| Platz | Athletin            | Land | Weite (m) | Länderkampfwertung | Länderkampfwertung |
| ----- | ------------------- | ---- | --------- | ------------------ | ------------------ |
| 1     | Mária Janák         | HUN  | 60,76     | 1. FRG 2. POL      | 6 P 5 P            |
| 2     | Ingrid Thyssen      | FRG  | 59,92     | 1. FRG 2. POL      | 6 P 5 P            |
| 3     | Bernadetta Blechacz | POL  | 58,78     | 1. FRG 2. POL      | 6 P 5 P            |
| 4     | Aranka Vagasi       | HUN  | 57,76     | 1. HUN 2. FRG      | 7 P 4 P            |
| 5     | Maria Jabłońska     | POL  | 53,00     | 1. HUN 2. FRG      | 7 P 4 P            |
| 6     | Eva Helmschmidt     | FRG  | 51,72     | 1. HUN 2. FRG      | 7 P 4 P            |

Datum: 10. Juni